# Stora Herrestad
Stora Herrestad est une localité suédoise située dans la commune d'Ystad en Scanie.
Sa population était de 314 habitants en 2019.